# 日吉台ニュータウン
日吉台ニュータウン（ひよしだいニュータウン）は、千葉県富里市に位置するニュータウンである。

## 概要
- 事業主体：富士建興業
- 計画戸数：1,200戸
- 計画人口：3,600人
- 平成19年1月末日現在、総世帯数3,470世帯、人口9,188人
- 日吉台1丁目～6丁目から構成されている。正式名称はバードタウン日吉台。
- 成田国際空港から約5km、京成成田駅から約1km離れた場所に位置している。
- 昭和50年ごろから開発されはじめ大型店（ダイエー成田店　平成13年2月28日に閉店）・ヤオコーの出店や京成成田駅などが近く利便性が良い為住民が増加した。

## 沿革
- 1974年（昭和49年）12月7日 -  バードタウン日吉台の開発が始まる[1]。
- 1975年（昭和50年）8月8日 -  富士建興業が建設を着工する[1]。
- 1978年（昭和53年）4月 - 富里村立日吉台小学校が開校。
  - 10月 - 汚水処理場が稼働を開始する[1]。
  - 10月2日 -  宅地開発事業変更確認（工区分割）申請した1～5工区が造成完了[1]。
  - 10月23日 - 真空ゴミ輸送施設（ゴミポスト）が稼働開始する[1]。
- 1981年（昭和56年）4月 - 富里村役場日吉台出張所開設。
- 1983年（昭和58年）4月 - 富里村立富里北中学校開校。
  - 9月 富里日吉台郵便局開局。
- 1985年（昭和60年）4月1日 - 富里村が町制を施行し富里町となる[1]。
- 1986年（昭和61年）5月25日 - 日吉台共有施設管理組合が設立される。
- 1992年（平成4年）11月 - 富里北部コミュニティーセンター開所。
- 1994年（平成6年）3月 - 成田警察署日吉台警察官派出所設置[2]。
- 1999年（平成11年）4月 - 富里町消防署北部出張所新庁舎完成。
- 2003年（平成14年）4月1日 - 富里町が市制を施行し富里市となる[1]。
- 2007年（平成18年）4月1日 - 汚水処理を富里市に引き継ぎ、市の管理となる[1]。

## 主な公共施設
- 富里北部コミュニティセンター
- 富里市役所日吉台出張所（北部コミュニティセンター内）
- 成田警察署　日吉台交番（住所は日吉倉）
- 富里日吉台郵便局
- 富里市消防本部 消防署北分署（住所は日吉倉）

## 福祉施設
- 日吉台病院
- かなめ整形外科
- 日吉台レディスクリニック
- 川村歯科医院
- 天野歯科
- 日吉台歯科医院
- 成田富里徳洲会病院

## 教育施設
小学校
- 富里市立日吉台小学校

中学校
- 富里市立富里北中学校（住所は日吉倉）

## 都市計画公園
近隣公園
- 日吉台中央公園

街区公園
- 日吉台第1児童公園
- 日吉台第2児童公園
- 日吉台第3児童公園
- 日吉台第4児童公園
- 日吉台第6児童公園
- 日吉台第7児童公園
- 日吉台第8児童公園

## 交通
鉄道
最寄駅
- 京成電鉄　京成本線　東成田線：京成成田駅東口（成田市）

バス
- 千葉交通

## 近隣のニュータウン
- 成田ニュータウン
- 公津の杜